# Dariusz Mączka
Dariusz Andrzej Mączka (ur. 10 listopada 1933 w Markuszowie, zm. 30 stycznia 2023 w Lublinie) – polski fizyk, prof. dr hab.

## Życiorys
Jego rodzicami byli Czesław i Stanisława. Był absolwentem Uniwersytetu Marii Curie-Skłodowskiej, w 1969 obronił pracę doktorską, w 1983 uzyskał stopień doktora habilitowanego. 19 listopada 1993 uzyskał tytuł profesora nauk fizycznych.
Został zatrudniony w Narodowym Centrum Badań Jądrowych, oraz w Instytucie Fizyki na Wydziale Matematyki, Fizyki i Informatyki Uniwersytetu Marii Curie-Skłodowskiej w Lublinie.